# Water on Mars
 (mars 2025).
Pour les articles homonymes, voir WOM.
Water on Mars (WOM) est un groupe de rock psychédélique et de musique électronique originaire de la ville de Québec (Québec, Canada). Il s'agit de l’instrument de son leader Philippe Navarro, guitariste, chanteur, arrangeur, producteur et auteur-compositeur principal du trio à géométrie variable. En nomination pour le Gala de l'Adisq (album de l'année - musique électronique ou techno), le deuxième long jeu du groupe, Delta, a remporté un succès critique important. Le groupe vient de sortir son troisième album, Labrador Skyline.
Les membres fondateurs du groupe, auxquels viennent se greffer de nombreux collaborateurs, sont :
- Sylvain Harvey, batteur
- Benoît L’Allier, bassiste
- Philippe Navarro, guitariste et chanteur

## Les années d'apprentissage
Né à Labrador City, Navarro passe son enfance dans cette ville minière du Nord qu’il décrira plus tard comme « une base lunaire » : ses parents s’y installèrent après que son père eut déniché un emploi d’électricien dans les mines de fer. Les paysages désolés et les ciels excessifs de la toundra labradorienne ne seront pas sans échos sur son inspiration. Encore dans l’enfance, il apprend la guitare en autodidacte et se bidouille, à partir d’un magnétophone démonté, sa propre guitare électrique.
En 1989, il s’exile dans le « Sud » pour ses études et atterrit au Cégep de Jonquière, puis en 1994 à l’Université Laval en sciences politiques. Diplôme en poche, il devient speechwriter pour le gouvernement du Québec. On lui doit, entre autres, plusieurs discours du gouvernement du Parti québécois sur la diversité culturelle. Il travaille également pour André Boisclair, alors leader de l’Opposition officielle. Polémiste redoutable, il publie de nombreuses lettres dans les journaux. Une prise de position contre son ancien patron, le jour du lancement de la course de ce dernier à la direction du Parti québécois, fait du bruit dans le landernau politique. Provocation et suicide politique pleinement assumé…

De 1995 à 1998, il pratique parallèlement une carrière de guitariste au sein de diverses formations, de Bathurst à Vancouver. En pleine « musical expedition » (Dylan), il donne dans tous les styles avec sa Fender Stratocaster au sein de groupes éphémères : Jakes and the Snakes (rock), Aon (musique irlandaise), Anasazi (prog), en plus d’avoir été musicien de rue et jammé avec le bluesman Carl Tremblay. Pour le défi et par respect envers la bande à Syd Barrett et Roger Waters, il tourne également avec Silence, groupe-hommage à Pink Floyd. Déjà marqué à vie par Bob Dylan, une première écoute de Nick Drake l’ébranle en profondeur et inspirera la suite.

## Album solo
En 2001, cette polyvalence acquise trouve son résultat dans la confection d’un premier projet solo intitulé Stereo. Non sans faiblesses, l’album dévoile néanmoins un fin mélodiste, un parolier original et un jeu de guitare dénudé aux fines nuances.  Enregistrées en prise directe en une semaine, sans post-production, les chansons explorent le vaste territoire des musiques « roots » : musique québécoise et irlandaise traditionnelle (« Je me souviens », composition originale et véritable plongée en apnée dans la mémoire collective), blues du delta (« Le Gigueux », qui marie le mythe du crossroad avec le conte québécois de la Chasse-galerie), bossa nova (« La cancion del inmigrante ») ou folk des Appalaches (« Cool Waters » et « Western métaphysique »). Futur membre de Water on Mars, Benoît L'Allier joue de la guitare acoustique et de la basse électrique sur l'album. En parallèle à Stereo, L'Allier et Navarro tournent un moyen métrage, Route 389, sur l'expérience de la nordicité (la chanson « Trois-89 » est au générique).

## Le premier album du groupe:Mannah
Après avoir fait le tour de ce territoire, Navarro trace une première ligne de fuite en septembre 2002 en fondant avec deux amis, après un jam session lors d’une fête, le groupe Water on Mars. La batterie, entre jazz et krautrock, est assurée par Sylvain Harvey, ancien membre de l’obscur groupe Les Fantaisistes. Benoît L’Allier, bassiste, a joué avec Bruno Rouyère (dessinateur et futur leader du groupe Malade Mantra) pour la formation canado-suédoise Tuesday as Usual avant de rejoindre WOM. Avec ses deux acolytes, Navarro se passionne désormais pour la musique électronique.
Fruit de la section rythmique de L’Allier et Harvey sur laquelle planent les arpèges du guitariste, un premier album sort au printemps 2004 sur l'étiquette d'avant-garde de Québec, Statik. Ambitieux et inspiré de la french touch (Air, Bertrand Burgalat et St Germain), Mannah obtient un succès critique, notamment à la radio de Radio-Canada (où toutes les plages furent diffusées). Les émissions de Catherine Pogonat et du DJ vedette Claude Rajotte (le John Peel québécois, toutes proportions gardées) en ont fait passer des extraits régulièrement, alors qu’il est distribué jusqu’au Japon (chez le label Plop).
Après avoir creusé la dimension du temps sur Stereo, Navarro explore désormais l’espace. Déterritorialisation (Deleuze) complète par rapport au disque solo, le résultat est un mélange de space rock mâtiné de techno-funk et de post-rock instrumental lorgnant vers le trip hop, le tout épicé de loops de batterie et d’échantillonnages sonores qui s’insinuent entre les pistes — pistes souvent cachées et fantomatiques.
L’exergue du livret — « vents cordes eau farine / trouvent sens lorsque mixés / le troubadour est boulanger / la musique est sa manne » — résume bien l’esthétique à l’œuvre : comment des éléments simples, fusionnés et mitonnés par des toqués obsessionnels adeptes des Digital Audio Workstations (sur Digital Performer, logiciel DAW similaire à Pro Tools), résultent en une gestalt qui dépasse sa composition originaire. Le but avoué est d’arriver à une musique désincarnée, presque une musique de robots, mais de robots aux prises avec un accès de bile noire, cherchant l’élévation de leur ghost in the shell. Les guitares, sur lesquels on reconnaît l’influence déterminante de Jimi Hendrix et de David Gilmour, font subir au blues le même traitement psychédélique que lui ont prodigué ces derniers, mais selon la nouvelle donne de l’électro. Des claviers mélancoliques (sur « The eerie oort cloud » entre autres) prodiguent des accords impressionnistes proches de Satie ou Debussy et un synthé Roland Juno 60 trace l’horizon de paysages atmosphériques.
Selon le site officiel de WOM, on note : « Enregistré pour une large part dans une église de Québec sur bandes analogiques, Mannah est le fruit de centaines d’heures de montage et de mixage numérique. Le résultat recherché est un mariage entre la chaleur inhérente à cette méthode d’enregistrement et la précision qu’offrent les outils informatiques contemporains. » Sans jamais tomber dans les pompes du progressif, le concept de l’album revisite la conquête de l’espace, repoussant « to the moon and beyond » la spatialisation sonique à la recherche d’une Nouvelle Frontière sonore. En spectacle, Raphaël Simard assura un temps le scratching et les multiples ornementations électroniques. Plusieurs musiciens, depuis 2004, ont grossi les rangs de WOM lors des shows live : le claviériste William Croft (Québecissime), la saxophoniste Lyne Goulet (Interférences Sardines) et la flûtiste Anna Kowalczyk.

## Un écrivain de science-fiction
Un livre de science-fiction, Delphes, publié en 2005 par l’auteur-compositeur, vient confirmer l’unité de l'inspiration navarrolienne. À bord d’un vaisseau spatial voguant dans le vide sidéral, un superordinateur souffre du « syndrome halien » par identification avec un personnage cybernétique d’un obscur roman du XXe siècle de l’« Ancienne ère », 2001, l'Odyssée de l'espace d’Arthur C. Clarke (1968)… La mission de l’équipage est de faire l’histoire du vingtième siècle en captant les ondes radio de cette lointaine époque, la possibilité d’aller plus vite que la lumière permettant de dépasser ces ondes et de les capter en direct à loisir.  Le temps et l’espace sont donc les enjeux d’un voyage métaphysique : « Je ne fais pas tellement de différence entre écrire de la science-fiction ou faire du space rock », affirme l’écrivain. « Je suis persuadé que les fans de WOM trouveront beaucoup de plaisir à lire Delphes, qui est truffé de références croisées à Mannah, notre premier album ».
En 2005, Water on Mars lance directement sur le Net le simple « Rojo y Blanco » (Rouge et Blanc) : une musique dance aux échantillonnages latins vient donner le change à un texte, inspiré de Carmen, aux résonances gainsbourgeoises période L'Homme à tête de chou.
Bien que fanatique de l’analogique comme mélomane, Navarro fait alors la promotion du téléchargement de la musique numérique sur le Web, allant jusqu’à reprendre le néologisme d’infosphère (Dan Simmons) inspiré du concept de noosphère (l’ensemble des esprits humains mis en réseau autour de la Terre) de Teilhard de Chardin. En entrevue avec Alain Brunet de La Presse au sujet de la dématérialisation inévitable et nécessaire des supports musicaux, il affirme : « L’infosphère […] finira par absorber la noosphère. Et deviendra bientôt le dépositaire de la connaissance et de la création. » (cf. Liens externes).
Le groupe assure le spectacle d'ouverture du célèbre Hôtel de Glace de Duchesnay (Québec, Canada) qui baptise deux drinks de titres de Mannah : le « Earth Juice » et le « Sensual Confusion ».

## Un deuxième album:Delta
Hiver 2006, WOM prépare la sortie de son deuxième album, simplement titré Delta, annoncé comme une nouvelle mutation et une complexification de la musique électronique du groupe, en même temps que le compositeur retourne à ses premières amours roots. Poussant plus loin l’exploration des possibilités de la production entreprise sur Mannah, l’esthétique de Delta revient au son plus chaud et organique du blues, du folk et du rock psychédélique, son initié primitivement sur Stereo.
Dès son lancement, le 22 janvier 2007, Delta remporte un succès critique important. La pièce "Gizeh" a atteint la première place du palmarès interactif de Bandeapart.fm, la cinquième place du Palmarès Baromètre (radios indépendantes québécoises) et se retrouva sur la compilation du DJ Marco G. Le DJ Claude Rajotte fit une critique élogieuse de l'album à la radio de Radio-Canada. Selon Réjean Beaucage du magazine Voir : « Voilà qui est extrêmement rafraîchissant ! Quelqu'un capable d'évoquer le mythe de Faust à travers des références à Robert Johnson (grand guitariste de delta blues qui aurait vendu son âme au diable), tout en assaisonnant le tout d'une petite pincée de Pink Floyd façon XXIe siècle et d'un chouïa de Holger Czukay, mérite certes notre attention ! » (4 étoiles/5) ; pour Isabelle Bédard-Brûlé d'Impact-Campus (journal d'étudiants), il s'agit d'un disque « à découvrir pour cette vision organique de l’électro, qui va au bout des possibilités » (4,5/5) ; pour le Journal de Québec, « Delta se rapproche d'emblée du postrock et de l'ambiant. Avec un génie certain pour une adaptation discrète, concise et efficace des plus belles pages du rock garage psychédélique. Le résultat est stupéfiant, vu les moyens limités de la réalisation. La recommandation de la semaine.» (3,5/5)  ; selon Alain Brunet de La Presse, Delta dénote « une culture musicale étoffée et une connaissance profonde de la haute-fidélité. […] ce qui mène à conclure à une envergure certaine. L'aérien et le spatial l'emportent sur le terrestre » (3/5) ; selon le poète et critique Tony Tremblay de Bandeapart.fm, « Delta, c'est ça : un voyage étrange et psychédélique dans une sorte de rêve musical intense et doux. Un excellent second disque qui confirme l'immense talent de compositeur et d'arrangeur de Philippe Navarro » (7,4/10) . À la suite de ces critiques, Water on Mars est invité à se produire au Festival d'été de Québec avec Millimetrik en invité spécial. Couronnement de cette année, le Gala de l'Adisq met Delta en nomination pour le disque de l'année - musique électronique ou techno (avec Jorane, Numéro#, Ghislain Poirier et Maxim Robin). 
Conceptualisé à deux têtes grâce au concours de la philosophe Sophie-Jan Arrien, le nouvel album explore le mythe de Faust chez Goethe et dans la musique populaire, thème déjà présent sur Stereo. On revisite le crossroad où Robert Johnson aurait vendu son âme au diable pour acquérir ce nouveau savoir qu’est le blues urbain. On connaît la phrase célèbre d’un critique sur le jeu de Jimi Hendrix, autre Faust moderne : « Jimi joue le blues du delta, mais ce delta-là se trouve, là-haut, sur Mars ! » L’une des idées de Navarro pour son nouvel opus est de capturer l’idiome du blues du delta, revisité par l’électricité hendrixienne, en le confrontant esthétiquement aux nouvelles techniques, notamment en essayant de faire entrer le sens du rythme chaloupé et des syncopes propres au blues dans les formats actuels du DAW, opération alchimique s’il en est. Dit autrement : pousser l’exploration de la musique dans le sens des nouveaux outils mis à la disposition des musiciens d’aujourd’hui, tout en ne tournant pas le dos à ce qui hante, depuis un siècle, toute la culture moderne — la musique noire issue du blues primitif.
Delta compte sur la participation de la soprano Sabrina Ferland, du DJ Raphaël Simard, ainsi que de la chanteuse folk Judith Perron. Daniel Gaudreault (Fender Rhodes), Dominique Paré (Minimoog), Lyne Goulet (saxophone), Anna Kowalczyk (flûte) et Marie-Ève Legendre (voix) ont participé aux enregistrements.

## Un troisième album:Labrador Skyline
Fin 2009, un troisième album sort en vinyle et en CD, où le leader du groupe revisite les paysages de son enfance. Labrador Skyline reçoit 4 étoiles d’Alain Brunet, l’éminent critique de La Presse : « Afin de dépeindre cette fresque septentrionale, l'angle post-psychédélique qu'il choisit pour ce troisième album concept révèle un langage compositionnel encore mieux maîtrisé que sur Delta, paru en 2006. Imax entre les oreilles! Il est possible d'en identifier quelques références: ambiances space rock à la Pink Floyd, guitares marquantes des années 60-70, funky, easy listening, folk aérien, sons de synthèse aux multiples sources et allégeances, trois langues d'expression (anglais, français, innu). Ce disque doit à mon sens être absorbé d'un seul trait pour qu'on en apprécie la substance. Les faiblesses y sont mineures, mais repérables: surabondance d'information en certains moments, et un niveau d'exécution qui exige à mon sens des pointes supplémentaires de virtuosité pour servir un créateur de cette trempe.» Le site Quebec Info Musique le nomine parmi les albums de l’année 2009: «Voyageur masqué devant l'univers sonore, Philippe Navarro (le Mikhaïl Boulgakov du cyberespace) poursuit son exploration du rock en flirtant avec les quatre dernières décennies. L'érudit provocateur façonne, avec son auditif doigté, Benoît L'Allier, Marco Grenier, Dominique Paré et quelques autres acolytes, une galette spatiale envoûtante. » (Roger T. Drolet).

## Anecdotes
- L’appellation Water on Mars est bien sûr un clin d’œil à Roger Waters : Mannah a été enregistré exactement trente ans après Dark Side of the Moon[11].
- Coïncidence tombée du ciel, le jour même du lancement de Mannah, le 24 mars 2004, les médias du monde entier annoncèrent que, selon la Nasa, on aurait trouvé des indices d’eau sur la planète rouge.
- Comme son héros Jimi Hendrix, Navarro est gaucher et joue sur une guitare droitière en inversant les cordes.
- Inscrite sur les disques compacts et le dernier vinyle, l'abréviation « WOM » est un ambigramme (palindrome géométrique): à mesure que le disque tourne, elle est la même à l'endroit comme à l'envers.